# Cubaanse nachtzwaluw
De Cubaanse nachtzwaluw (Antrostomus cubanensis; synoniem: Caprimulgus cubanensis) is een vogel uit de familie Caprimulgidae (nachtzwaluwen).

## Verspreiding en leefgebied
Deze soort is endemisch op Cuba en telt twee ondersoorten:
- A. c. cubanensis: Cuba.
- A. c. insulaepinorum: Isla de la Juventud.